# رابطة ثنائي الكبريتيد

صيغة بنيوية عامة لرابطة ثنائي الكبريتيد.

الرابطة ثنائي الكبريتيد هي رابطة كيميائية أحادية بين ذرتي كبريت في مركبات الكبريت العضوية ′R−S−S−R؛ وهي بذلك تكون من المجموعات الوظيفية، وتسمى أحياناً جسر كبريتي.
يمكن أن تنشأ هذه الرابطة حيوياً من تكاثف مجموعتي ثيول، ومن الأمثلة على ذلك مركب سيستين، وهو ناتج من تكاثف وحدتين من الحمض الأميني سيستئين. تصادف هذه الرابطة أيضاً في المركبات اللاعضوية حيث تكون الوحدة المركزية في مركبات ثنائي الكبريتيد.
تكون الرابطة ثنائية الكبريتيد عرضة للانفصام نتيجة لهجوم النكليوفيلات (Nu):
−RS−SR + Nu− → RS−Nu + RS
عندما يكون الباقيان العضويان R و ′R متماثلان، فيقال أن مركب ثنائي الكبريتيد هنا متناظر، ومن الأمثلة على ذلك مركب ثنائي كبريتيد ثنائي الفينيل وثنائي كبريتيد ثنائي الميثيل؛ أما حين يكون الباقيان مختلفان فيقال أن مركب ثنائي الكبريتيد هنا لامتناظر أو مختلط.